# Етникистис
„Етникистис“ (на гръцки: «Εθνικιστής», в превод Националист) е гръцки вестник, издаван в град Лерин (Флорина), Гърция от 1930 до 1936 година.

## История
Вестникът започва да излиза в 1930 година.  Негов издател е Георгиос Ятаганакис, родом от Крит. Спира още същата година. Ятаганакис го възобновява  за кратко в 1936 година, но вестникът отново спира.